# Pedro de Camprobín

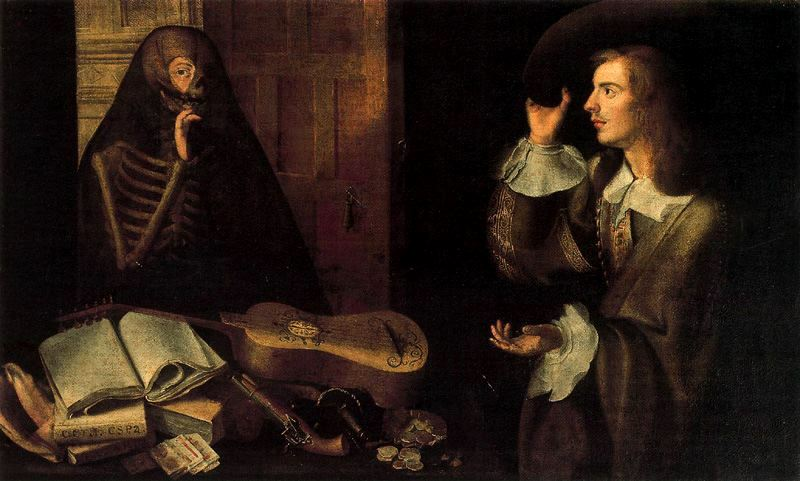
El cavaller i la mort, oli atribuït a Camprobín, Sevilla, Hospital de la Caritat.

Pedro de Camprobín Passano (Almagro, 1605- Sevilla, 1674) va ser un pintor barroc espanyol, establert a Sevilla i especialitzat en la pintura de flors i natura morta.

## Biografia
Pedro de Camprobín va néixer a Almagro (Ciudad Real). Fill d'un argenter, la seva mare, d'origen genovès, descendia dels germans Peroli, pintors genoveses que havien treballat a la comarca de Ciudad Real. Amb catorze anys va ingressar en el taller de Luis Tristán a Toledo. No es tenen noves notícies seves fins a 1630 quan, ja està instal·lat a Sevilla i supera l'examen per a l'ingrés en el gremi de pintors pel qual va tenir a Alonso Cano com a fiador. Alfonso Pérez Sánchez suposa que abans va completar la seva formació a Madrid en contacte amb Juan van der Hamen, per les característiques de la seva obra, d'una subtilesa extrema i «més propera per descomptat al bodegonista madrileny que al seu rude mestre toledà».
El 1632 o 1634 va signar la Magdalena penedida de l'església del Diví Salvador de Sevilla, única obra de gènere religiós que d'ell es coneix, amb clares influències de Zurbarán i una sensibilitat d'autor de natura morta posada de manifest en la descripció de les joies escampades per terra, així com en el tractament dels objectes, propis d'una vanitas, disposats sobre la taula.
Juntament amb altres pintors sevillans va participar el 1660 en la fundació de l'Acadèmia de dibuix i pintura de Sevilla, amb la qual va col·laborar fins a la seva defunció a la mateixa ciutat en 1674.

## Obra

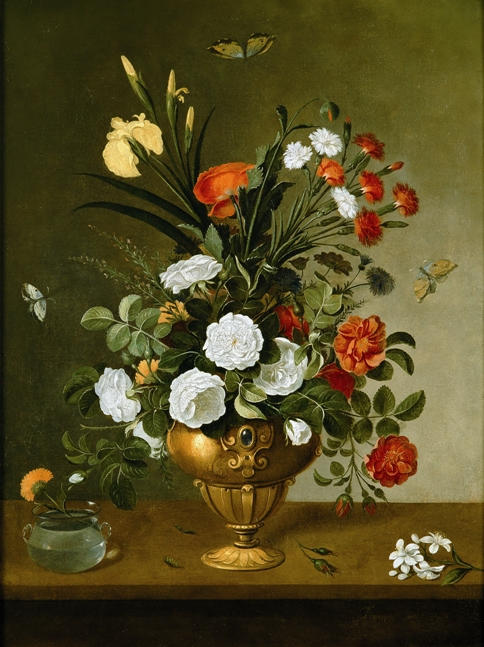
Florer i recipient de cristall, signat Pº de Camprovin any 1663, Madrid, Museu Nacional del Prado.

De Camprobín es coneixen algunes natures mortes, com Natura morta amb aus mortes de Dallas, The Meadows Museum, signat el 1653, amb una composició esgraonada semblant a les emprades per Juan van der Hamen i un violent clarobscur, o el Cistell amb préssecs i prunes ingressat el 2006 al Museu del Prado, juntament amb tres florers.
La seva veritable especialitat, no obstant això, va ser la pintura de flors, amb una abundant producció de pintures d'aquest gènere que s'han conservat, moltes en col·leccions privades. Camprobín mostra en elles sempre un delicat sentit del color i una notable precisió en el dibuix. Al costat dels gerros metàl·lics i decorats, que li serveixen de base, acostumava a disposar un petit got de vidre o algun bol de ceràmica amb aigua, la qual cosa li permetrà demostrar la seva capacitat per a la reproducció de textures i lluentors. Algunes flors i pètals caiguts sobre la taula doten a la composició d'un aspecte casual, i les papallones voleiant entre les flors evoquen el triomf de l'art sobre la naturalesa segons el tòpic de Zeuxis, que va enganyar als ocells amb els seus raïms pintats. En una etapa més avançada aquestes composicions s'obriran a severes perspectives arquitectòniques, amb escenogràfics cortinatges de manera semblant a com es troba en obres italianes contemporànies.
A Camprobín se li ha atribuït també l'oli de la mort i el cavaller de l'Hospital de la Caritat de Sevilla, proper a la pintura de vanitas: un jove cavaller es descobreix galantement davant una dama coberta per un vel sota el qual es descobreix la mort. Entre ells, sobre una taula, es disposen objectes quotidians (llibres, monedes, naips, un llaüt, una pistola i un gran cargol de mar) carregats de valors simbòlics.